# Michele Lega
Michele Lega (1 de janeiro de 1860 - 16 de dezembro de 1935) foi um cardeal da Igreja Católica Romana que serviu como prefeito da Congregação para a Disciplina dos Sacramentos.
Michele Lega nasceu em 1 de janeiro de 1860 em Brisighella,Itália. Ele foi educado no Seminário de Faenza e no Pontifício Ateneu Romano S. Apollinare, onde obteve doutorado em teologia, filosofia e um doutorado utriusque iuris (tanto em direito canônico quanto civil em 1888).

## Sacerdócio
Foi ordenado em 13 de setembro de 1883 na diocese de Faenza. Ele serviu como membro do corpo docente do Pontifício Ateneu Urbano "De Propaganda Fide" em Roma de 1887 até 1889. Ele então ocupou o cargo de professor de filosofia até 1890, além de ser professor assistente de direito canônico de 1888 a 1889. Ele foi membro docente do Pontifício Ateneu Romano S. Apollinare de 1889 a 1893. Tornou-se Privy Chamberlain em 11 de agosto de 1897. Foi membro da Pontifícia Comissão para a Codificação do Direito Canônico e assim ajudou a editar o Código de Direito Canônico de 1917. Ele foi o decano da Rota Romana de 1908 até 1914.

## Cardinalizado
Ele foi criado e proclamado cardeal-diácono de Sant'Eustachio no consistório de 25 de maio de 1914. Ele foi um dos cardeais eleitores no conclave de 1914 que elegeu o Papa Bento XV. Foi nomeado Prefeito da Congregação para a Disciplina dos Sacramentos em 20 de março de 1920. Ele também participou do conclave de 1922 que elegeu o Papa Pio XI. Depois de dez anos como cardeal-diácono, ele optou pela ordem dos padres cardeais e sua diácona foi elevada ao status de hacker em 1924.

## Episcopado
Ele optou pela ordem dos bispos cardeais e da sé suburbicária de Frascati em 21 de junho de 1926. Ele foi consagrado em 11 de julho daquele ano na Capela Sistina pelo papa Pio XI. O irmão do cardeal, Antonio Lega, arcebispo de Ravenna e bispo de Cervia, participou da cerimônia.

## Morte
Ele morreu em 1935. O funeral aconteceu no dia 20 de dezembro, na basílica de Ss. XII Apostoli, Roma.